# Мойынты (река)

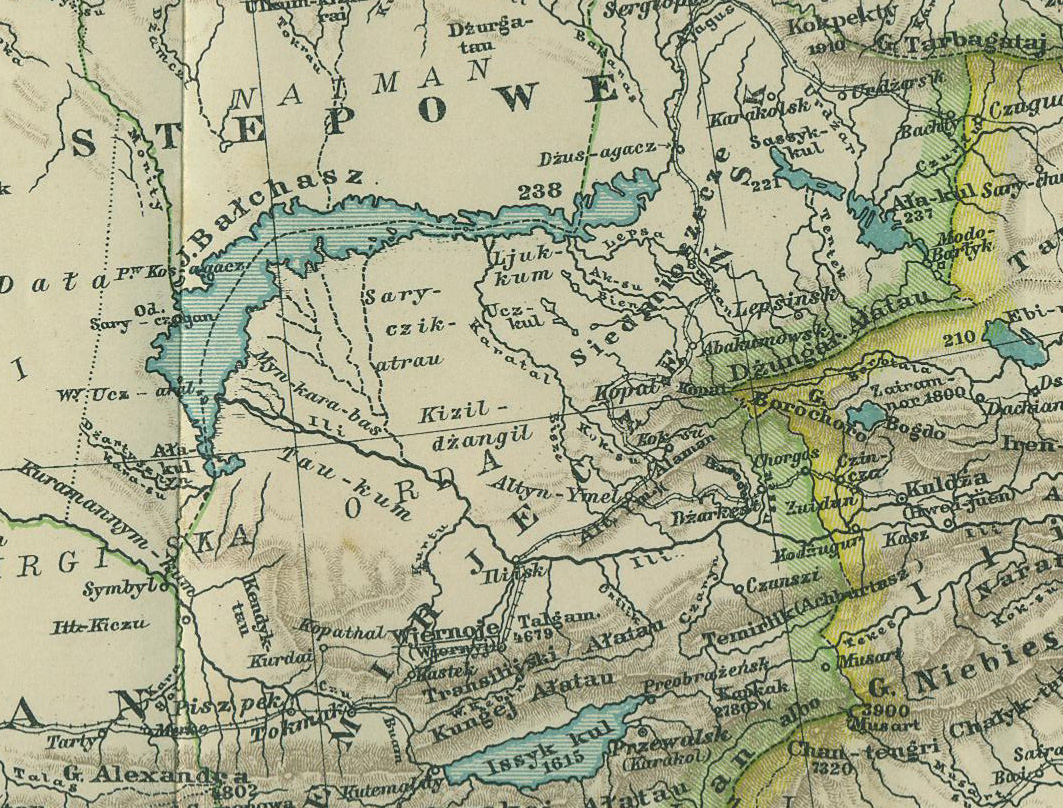
На карте 1903 года, из польской энциклопедии Самуэля Оргельбранда река Мойынты отображена как Мониту

Мойынты́ (на более ранних российских картах указывалась как Моупты, Мониту, Моинты) — маловодная степная река в Карагандинской области Казахстана. Современный топоним в переводе означает шейная река, возможно имеет более древнее ойротское (монгольское) происхождение. Берёт начало на Южном сконе Казахского мелкосопочника на высоте около 900 м и далее течёт на юг в сторону Балхаша, огибая пустыню Бетпак-Дала с востока. Питание реки преимущественно снеговое. Основной сток происходит весной, также осенью до наступления морозов. В низовьях пересыхает с мая по сентябрь, распадается на плёсы. Относится к области внутреннего стока бассейна озера Балхаш, но до него ныне не доходит. В XIX веке, до начала бурного роста населения и промышленного освоения, река Мойынты была более многоводной и её воды вливались в самую северную часть Сарышаганского залива, напротив дельты реки Или. Сейчас на месте некогда широкой дельты остались лишь густые камышовые заросли. В средней части береговой линии расположена станция Сарышаган, через которую проходит железная дорога Алма-Ата—Астана. В самой южной его части расположен город Приозёрск, который был столицей полигона, некогда закрытым городом. В срединной части русла реки также расположен и одноимённый посёлок Мойынты.

## Изучение
Подробную физико-географическую характеристику бассейна озера Балхаш выполнил в 1910 году Б. Ф. Мефферт. Он изучил речные системы Мойынты, Жамшы и Токрау, расположенные в северном Прибалхашье, и отнёс почвенный покров к лёссовидному типу. Мефферт считал, что Северное Прибалхашье по своему геологическому строению относится к древнему палеозою.